# Tim Pigott-Smith
Tim Pigott-Smith, teljes nevén Timothy Peter Pigott-Smith (Rugby, Warwickshire, 1946. május 13. – Northampton, 2017. április 7.) BAFTA-díjas angol színpadi és filmszínész, a Brit Birodalom Rendje tiszti osztályának (OBE) birtokosa (2017).

## Filmográfia

### Film
| Év   | Magyar cím                 | Eredeti cím            | Szerep                  | Magyar hang      | Rendező                           |
| ---- | -------------------------- | ---------------------- | ----------------------- | ---------------- | --------------------------------- |
| 1976 |                            | Aces High              | Stoppard őrnagy         |                  | Jack Gold                         |
| 1977 |                            | Joseph Andrews         | Cornet                  |                  | Tony Richardson                   |
| 1980 |                            | Sweet William          | Gerald                  |                  | Claude Whatham                    |
| 1980 | Emlékek Richardról         | Richard's Things       | Peter                   | Kautzky Armand   | Anthony Harvey                    |
| 1981 | Titánok harca              | Clash of the Titans    | Thallo                  | Jakab Csaba      | Desmond Davis                     |
| 1981 | Menekülés a győzelembe     | Escape to Victory      | Rose őrnagy             |                  | John Huston                       |
| 1986 |                            | A State of Emergency   | Joe Ryan atya           |                  | Richard C. Bennett                |
| 1993 | Napok romjai               | The Remains of the Day | Thomas Benn             | Izsóf Vilmos     | James Ivory                       |
| 2002 | De Gaulle katonái          | Laissez-passer         | Fleming                 |                  | Bertrand Tavernier                |
| 2002 | Véres vasárnap             | Bloody Sunday          | Robert Ford vezérőrnagy |                  | Paul Greengrass                   |
| 2002 | A gyávaság tollai          | The Four Feathers      | Faversham tábornok      | Szokolay Ottó    | Shekhar Kapur                     |
| 2002 | New York bandái            | Gangs of New York      | kálvinista pap          | Izsóf Vilmos     | Martin Scorsese                   |
| 2003 | Johnny English             | Johnny English         | Pegasus, az MI7 főnöke  | Uri István       | Peter Howitt                      |
| 2004 | Nagy Sándor, a hódító      | Alexander              | Ómenolvasó              | Barbinek Péter   | Oliver Stone                      |
| 2006 | V, mint vérbosszú          | V for Vendetta         | Peter Creedy            | Barbinek Péter   | James McTeigue                    |
| 2006 | Zűrös páros                | L'Entente Cordiale     | Masterson főfelügyelő   |                  | Vincent De Brus                   |
| 2006 | Flyboys – Égi lovagok      | Flyboys                | Mr. Lowry               |                  | Tony Bill                         |
| 2008 | A Quantum csendje          | Quantum of Solace      | külügyminiszter         | Láng József      | Marc Forster                      |
| 2010 | Alice Csodaországban       | Alice in Wonderland    | Lord Ascot              | Szélyes Imre     | Tim Burton                        |
| 2011 |                            | Ma part du gâteau      | Mr. Brown               |                  | Cédric Klapisch                   |
| 2013 | RED 2.                     | Red 2                  | Philips igazgató        | Várday Zoltán    | Dean Parisot                      |
| 2015 | Jupiter felemelkedése      | Jupiter Ascending      | Malidictes              | Kőszegi Ákos     | Wachowski testvérek               |
| 2016 |                            | Whisky Galore!         | Woolsey ezredes         |                  | Gillies MacKinnon                 |
| 2017 |                            | 6 Days                 | William Whitelaw        |                  | Toa Fraser                        |
| 2017 | Viktória királynő és Abdul | Victoria & Abdul       | Sir Henry Ponsonby      | Berzsenyi Zoltán | Stephen Frears                    |
| 2017 | A kis vámpír               | The Little Vampire 3D  | Frederick (hangja)      |                  | Richard Claus & Karsten Kiilerich |

### Televízió
- 1970: Hamlet, tévéfilm, Láertész
- 1974: Antonius és Kleopátra (Antony and Cleopatra), tévéfilm; Proculeius
- 1971–1976 Ki vagy, doki? (Doctor Who), tévésorozat, hat epizódban; Marco / Harker kapitány
- 1977: Wings, tévésorozat; Cashman őrnagy
- 1979: Szeget szeggel (Measure for Measure), tévéfilm; Angelo
- 1979: IV. Henrik 1. rész, tévéfilm; Henry Percy
- 1982: A Notre Dame-i toronyőr (The Hunchback of Notre Dame), tévéfilm; Philippe
- 1984: A korona ékköve (The Jewel in the Crown); tévé-minisorozat; Ronald Merrick
- 1986: Gloriett a hullának (Dead Man’s Folly), tévéfilm; Sir George Stubbs
- 1986–1987: The Challenge, tévé-minisorozat; Peter De Savary
- 1992: True Adventures of Christopher Columbus, tévésorozat; Ferdinánd király
- 1990–1993: The Chief, tévésorozat; John Stafford rendőrfőnök
- 2002: Linley felügyelő nyomoz (The Inspector Lynley Mysteries), tévésorozat; egy epizód; Philip Weaver
- 2002: Kémvadászok / Titkos szolgálat - MI-5 (Spooks); tévésorozat; egy epizódban; Hampton Wilder
- 2003: Pompei: Egy város utolsó napja (Pompeii: The Last Day), tévéfilm; Idősebb Plinius
- 2004: Észak és Dél (North & South), tévé-minisorozat; Richard Hale
- 2006: Agatha Christie: Poirot, tévésorozat; „Zátonyok közt” c. rész; Dr. Lionel Woodward
- 2008: Kisvárosi gyilkosságok (Midsomer Murders), „Renden kívül” c. epizód; Matt Parkes őrnagy
- 2010: Foyle háborúja (Foyle’s War), tévésorozat, egy epizód; Timothy Wilson dandártábornok
- 2010: Anyák és fiúk (The Little House), tévésorozat; Frederick
- 2012: Válaszcsapás (Strike Back), tévésorozat, két epizód; Patrick Burton
- 2012: Downton Abbey, tévésorozat; Sir Philip Tapsell
- 2013: Miranda, tévésorozat, egy epizód; Valerie Jackford
- 2013: A néma szemtanú (Silent Witness), tévésorozat; két epizód; John Briggs
- 2013: Wodehouse in Exile, tévéfilm; P. G. Wodehouse
- 2014: 37 nap: út az első világháborúig (37 Days), tévé-minisorozat; Herbert Henry Asquith
- 2014: Houdini; William Melville
- 2015: Jupiter felemelkedése (Jupiter Ascending); Malidictes
- 2015: Lewis - Az oxfordi nyomozó (Lewis); tévésorozat; Jasper Hammond
- 2017: King Charles III, tévéfilm; III. Károly király

## Díjak és jelölések
- 1985: elnyerte a legjobb színésznek járó BAFTA-díjat A korona ékkövében nyújtott alakításért.
- 2002: elnyerte a legjobb színésznek járó Fantasporto-díjat a Véres vasárnap c. filmben nyújtott alakítássért.
- 2014–2015-ben jelölték a Laurence Olivier-díjra és a legjobb főszereplőnek járó Tony-díjra, a King Charles III c. tévéfilmben nyújtott alakításért.
- 2017: megkapta a Brit Birodalom Rendje kitüntetés tiszti osztályát (OBE), drámai színészi életművéért.
- 2018: posztumusz jelölték a legjobb színésznek járó BAFTA-díjra, a King Charles III c. tévéfilmben nyújtott alakításért.